# ハノイ・ドンダン線
ハノイ・ドンダン線（ハノイ・ドンダンせん ベトナム語：Đường sắt Hà Nội - Đồng Đăng / 塘鐵河內 - 同登?）は、ベトナム社会主義共和国の首都ハノイ市ドンダー区のハノイ駅とランソン省カオロック県のドンダン駅を結ぶベトナム鉄道の路線である。ザーラム駅 - ドンダン駅間は三線軌条化され、中華人民共和国との間の国際列車T8701/8702次列車も運行されている。

## 概要
ハノイ市（河内）からバクニン省（北寧）、バクザン省（北江）を経由してランソン省（諒山）のドンダンに至る。全長は162kmであり、ザーラム駅 - ドンダン駅間は1,000mm（メーターゲージ）と1,435mm（標準軌）の三線軌条である。
ハノイ・ドンダン線の建設は仏領インドシナ時代の1890年に始まり、1894年に最初の区間が開業した。当初は600mmのナローゲージであった。当時のインドシナ総督であったポール・ドゥメールの下で鉄道建設は急速に進み、1902年には清との国境であったドンダンまで延伸された。同時に軌間も1000mmに改軌された。ベトナム民主共和国（北ベトナム）成立後の1954年には中国の援助で修復工事が行われ、翌1955年に中国国鉄の湘桂線と接続した。1955年から1978年までの間はハノイ・友誼関線（ ベトナム語：Đường sắt Hà Hữu / 塘鐵河友?）と呼ばれた 。ベトナム戦争の期間は北ベトナム政府の要求に応じて中国が北ベトナム国内の鉄道の修復工事を行った。この時にザーラム駅 - ドンダン駅間が三線軌条化され、中越国際列車が乗り換えなしでハノイまで直通可能になった。

## 駅一覧

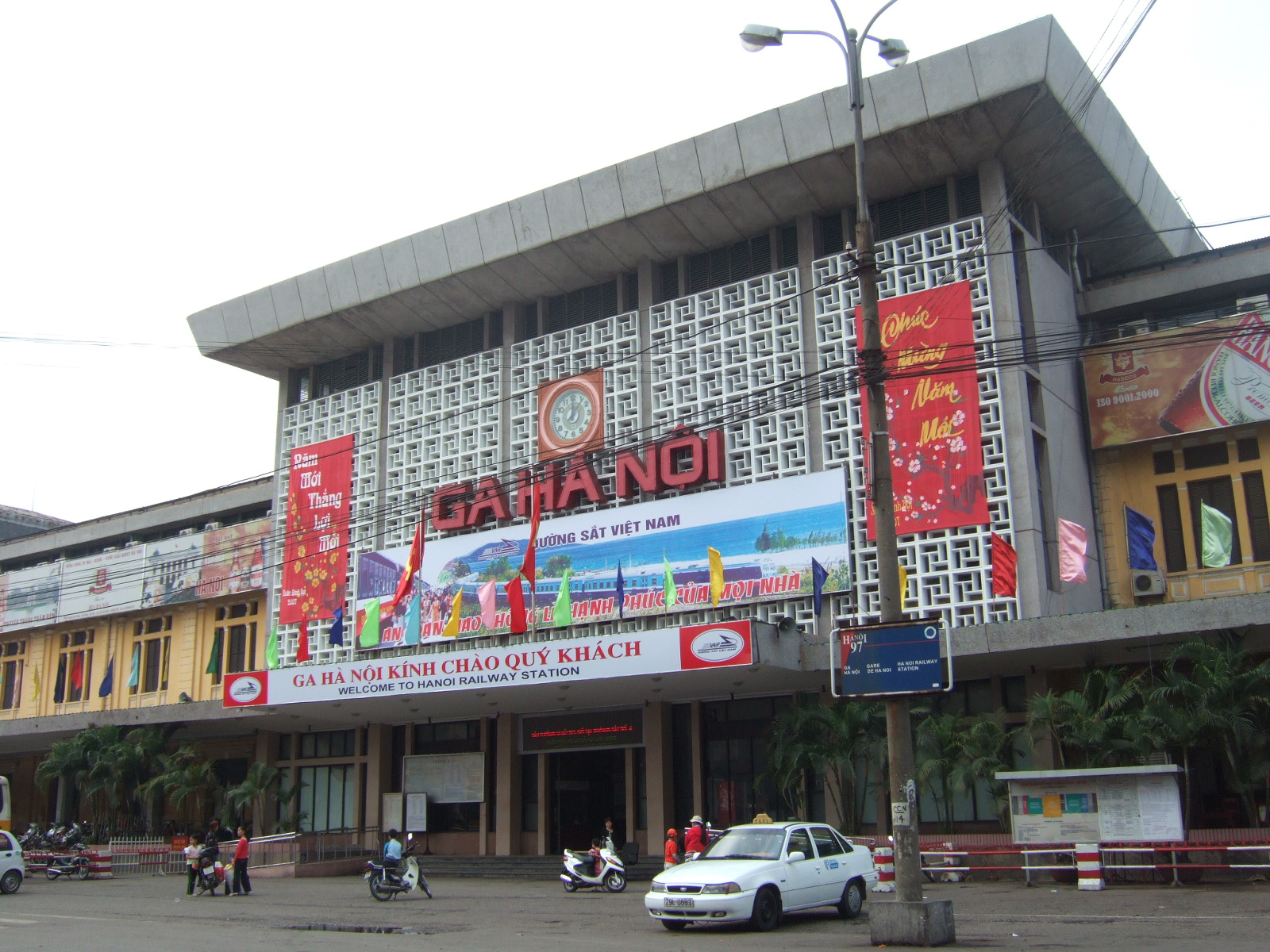
ハノイ駅

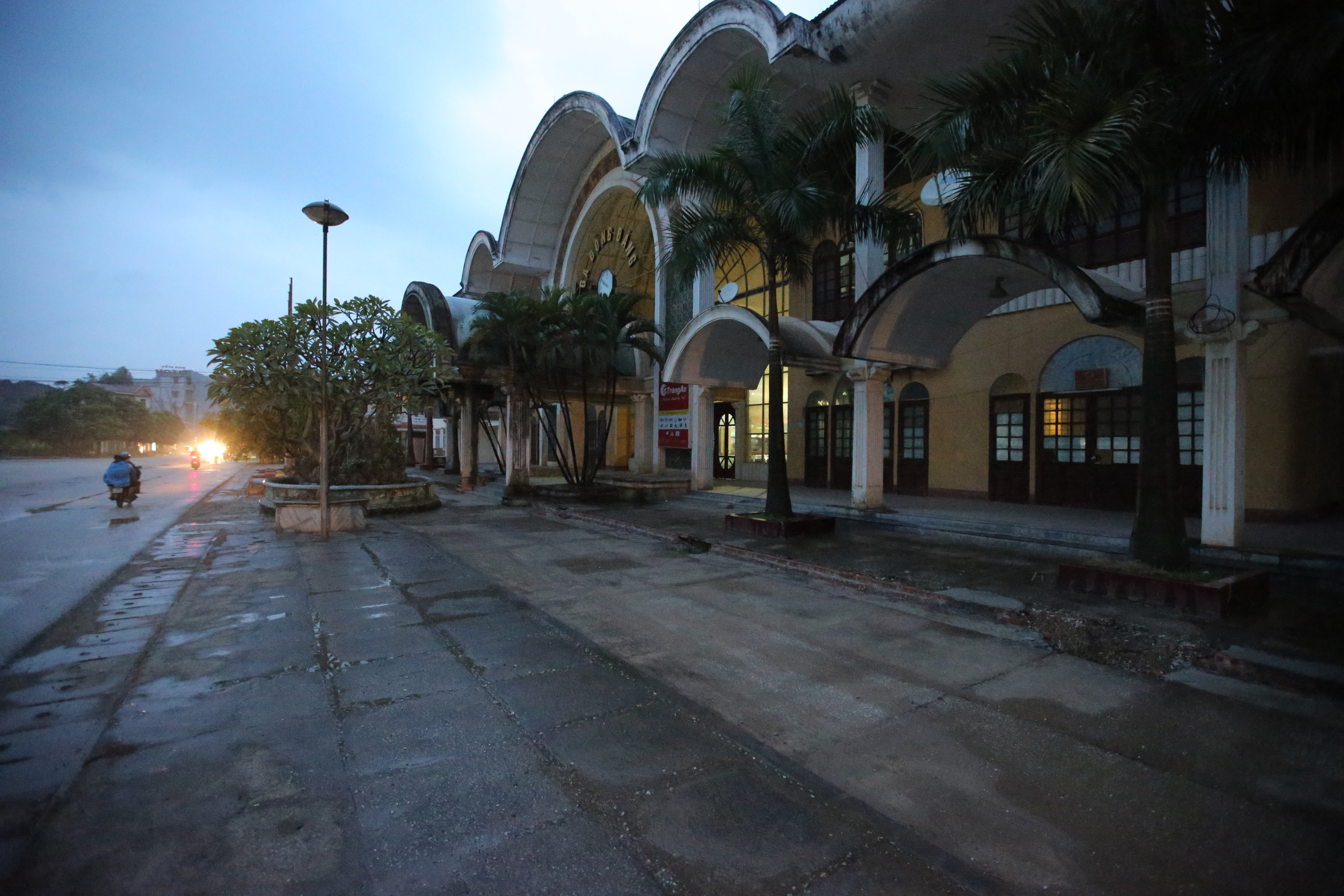
ドンダン駅

| 駅名             | 駅名       | 駅名           | 駅間キロ (km) | 累計キロ (km) | 接続路線                                  | 所在地     | 所在地             |
| 日本語           | ベトナム語 | 漢字・チュノム | 駅間キロ (km) | 累計キロ (km) | 接続路線                                  | 所在地     | 所在地             |
| ---------------- | ---------- | -------------- | ------------- | ------------- | ----------------------------------------- | ---------- | ------------------ |
| ハノイ駅         | Hà Nội     | 河內           | 0             | 0             | 南北線                                    | ハノイ市   | ドンダー区         |
| ロンビエン駅     | Long Biên  | 龍編           | 2             | 2             |                                           | ハノイ市   | ホアンキエム区     |
| ザーラム駅       | Gia Lâm    | 嘉林           | 3             | 5             | ハノイ・ハイフォン線                      | ハノイ市   | ロンビエン区       |
| イエンヴィエン駅 | Yên Viên   | 安園           | 6             | 11            | ハノイ・ラオカイ線 ハノイ・クアンチエウ線 | ハノイ市   | ザーラム県         |
| トゥーソン駅     | Từ Sơn     | 慈山           | 6             | 17            |                                           | バクニン省 | トゥーソン市       |
| リム駅           | Lim        | 林             | 7             | 24            |                                           | バクニン省 | ティエンズー県     |
| バクニン駅       | Bắc Ninh   | 北寧           | 5             | 29            |                                           | バクニン省 | バクニン市         |
| ティーカウ駅     | Thị Cầu    | 市梂           | 3             | 32            |                                           | バクニン省 | バクニン市         |
| センホ駅         | Sen Hồ     | 蓮湖           | 7             | 39            |                                           | バクザン省 | ヴィエトイエン市社 |
| バクザン駅       | Bắc Giang  | 北江           | 10            | 49            |                                           | バクザン省 | バクザン市         |
| フォーチャン駅   | Phố Tráng  | 舖壯           | 10            | 59            |                                           | バクザン省 | ランザン県         |
| ケプ駅           | Kép        | 𠄳             | 10            | 69            | ケプ・ルーサー線 ケプ・カイラン線         | バクザン省 | ランザン県         |
| ヴォイソー駅     | Voi Xô     | 㺔趨           | 6             | 75            |                                           | ランソン省 | ヒュールン県       |
| フォーヴィ駅     | Phố Vị     | 舖渭           | 6             | 81            |                                           | ランソン省 | ヒュールン県       |
| バクレ駅         | Bắc Lệ     | 北麗           | 8             | 89            |                                           | ランソン省 | ヒュールン県       |
| ソンホア駅       | Sông Hòa   | 瀧化           | 10            | 99            |                                           | ランソン省 | チーラン県         |
| チーラン駅       | Chi Lăng   | 枝陵           | 7             | 106           |                                           | ランソン省 | チーラン県         |
| ドンモー駅       | Đồng Mỏ    | 同煤           | 7             | 113           |                                           | ランソン省 | チーラン県         |
| バクトゥイ駅     | Bắc Thủy   | 北水           | 12            | 125           |                                           | ランソン省 | チーラン県         |
| バンティー駅     | Bản Thí    | 本試           | 10            | 135           |                                           | ランソン省 | チーラン県         |
| イエンチャック駅 | Yên Trạch  | 安澤           | 8             | 143           |                                           | ランソン省 | カオロック県       |
| ランソン駅       | Lạng Sơn   | 諒山           | 6             | 149           |                                           | ランソン省 | ランソン市         |
| ドンダン駅       | Đồng Đăng  | 同登           | 13            | 162           | 中国国鉄湘桂線                            | ランソン省 | カオロック県       |

## 歴史
- 1890年：仏領インドシナ当局が建設開始。
- 1954年12月15日：中国側で湘桂線の憑祥駅 - 友誼関間が竣工。
- 1955年2月：ドンダン - 友誼関間の鉄道が中国の援助の下で修復。
- 1955年3月1日：中越両国の鉄道が接続。
- 1955年5月25日：北京にて《中越鉄路聯運協定》および《中越国境鉄路協定》が締結される。
- 1955年8月1日：国際列車の運行開始。この当時は貴昆線が開通しておらず、中国の内地から雲南省への鉄道輸送は北ベトナム経由のルート（友誼関 - ドンダン - ハノイ - ラオカイ - 河口）で行われていた。
- 1965年5月：ホー・チ・ミンが長沙にて毛沢東に援助を要請した。
- 1965年6月23日：中国の鉄道部部隊により改軌など各種工事が始まる[1]。ケプ駅 -友誼関駅の改軌は1965年7月7日に始まり、同年12月23日に完成した。
- 1965年8月23日：アメリカ軍がケプへの爆撃を開始し、中国鉄道部が工事した区間の爆撃が行われた。特にソンホア（宋化）橋は重点目標とされた。
- 1978年：中越関係悪化により国際列車の運行中止。1955年8月から1978年12月22日までの間に輸送された旅客は60.8万人、貨物は1731万トンである。
- 1996年2月14日：中越国際列車の運行が再開。北京西駅からドンダン駅までT5/6次列車が毎週運行されるようになった。
- 2009年1月1日：南寧駅 - ハノイ（ザーラム駅）間にT8701/8702次列車の運行開始。南寧鉄路局が管轄する。